# Traian Băsescu
Traian Băsescu (Basarabi, 4 de novembro de 1951) é um político romeno, presidente de seu país entre 2004 e 2014, eleito pelo Partido Democrático.
Antes de ser presidente, foi prefeito de Bucareste de 2000 a 2004.
Oriundo da centro-direita romena, foi suspenso, pelo Parlamento, do cargo de Presidente em 2012, através de um processo de impeachment; porém, depois de um referendo com baixa afluência às urnas, o processo foi anulado e Băsescu pôde regressar à Presidência. O mesmo já tinha sucedido em 2007.